# Fort Beauséjour
Pour les articles homonymes, voir Beauséjour.
Le fort Beauséjour (renommé par les Britanniques à fort Cumberland) est situé dans le hameau d'Aulac, à Pont-à-Buot, dans la province canadienne du Nouveau-Brunswick, juste au nord de la rivière Mésagouèche, qui forme par son cours d'eau la frontière avec la province voisine de la Nouvelle-Écosse. Le fort est un lieu historique national depuis 1920.

## Histoire

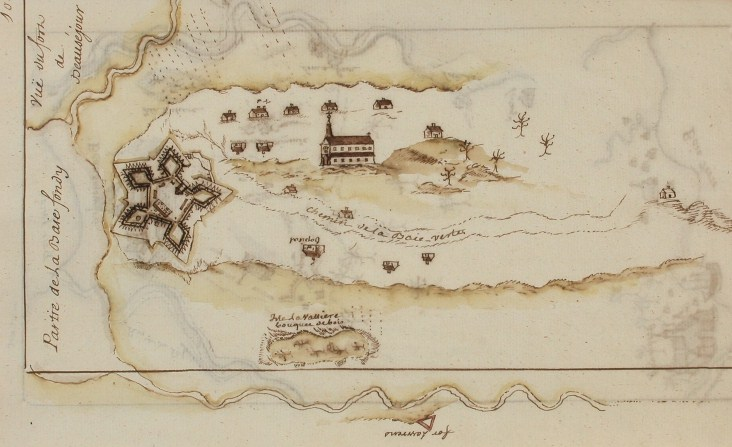
Plan de la partie occidentale de l'isthme de Chignecto, montrant le fort de Beauséjour et ses environs (1750).

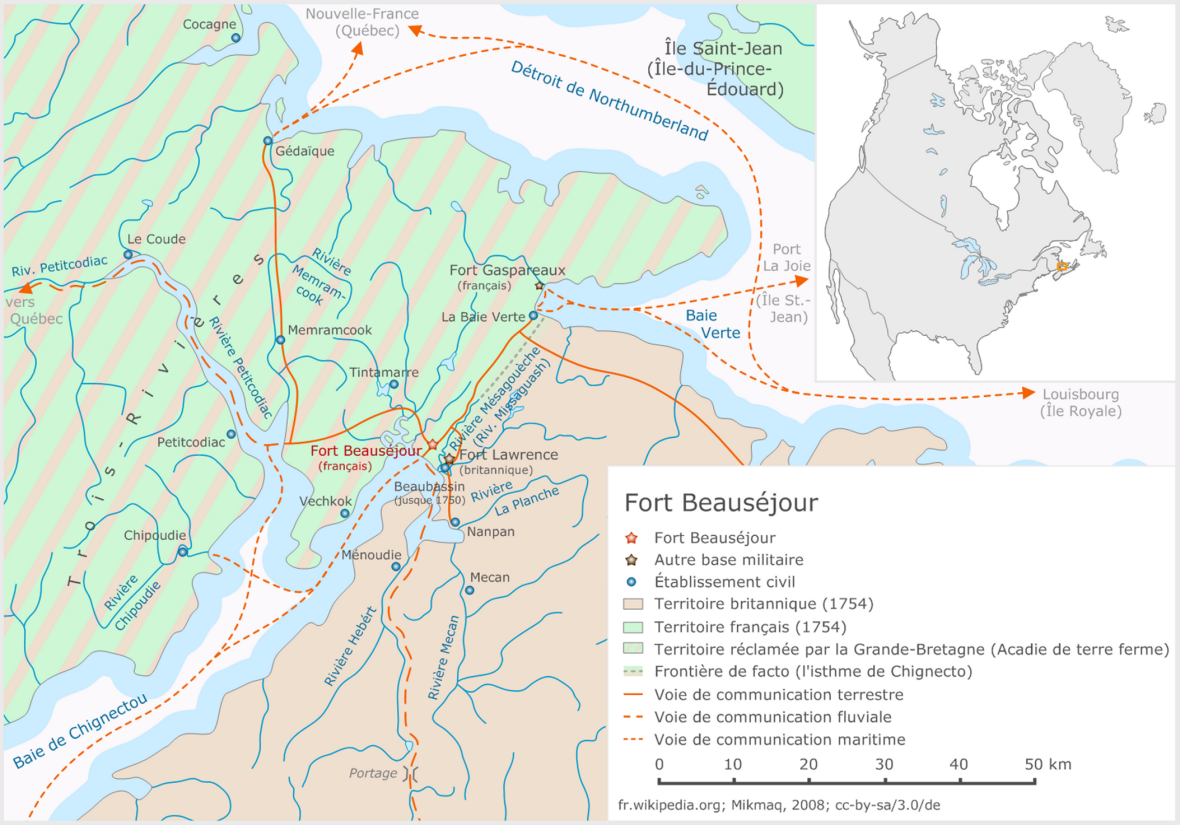
Localisation du fort Beauséjour au XVIIIe siècle.

Le fort a été construit dans une région contestée entre les Français et les Britanniques. En 1713, à la fin de la guerre de Succession d'Espagne, la France a cédé sa colonie d'Acadie à la Grande-Bretagne. Cependant, la frontière entre l'Acadie britannique (renommée la Nouvelle-Écosse) et la Nouvelle-France n'était pas claire. Les deux pays ont cherché à commander le territoire contesté qui s'étend autour du village de Beaubassin.
À l'automne 1750, les Britanniques ont construit le fort Lawrence (nommé en l'honneur de Charles Lawrence) sur la rive sud de la rivière Mésagouèche. En réponse, le 8 novembre 1750, le gouverneur de la Nouvelle-France, Jacques-Pierre de Taffanel de La Jonquière, a commandé à M. de Saint-Ours des Chaillons, le commandant des forces françaises à Chignectou, la construction d'une forteresse en forme d'étoile dans la région. Sous les ordres du lieutenant Gaspard-Joseph Chaussegros de Léry, la construction a commencé en avril 1751. Le travail était lent, et la forteresse n'a jamais été complètement finie . Néanmoins, c'était une construction supérieure au fort Lawrence en raison de ses forts terrassements. Les Français ont également construit deux forts satellites, Gaspareaux et Menagoueche, pour renforcer leur défense de la région. Pendant quatre ans, les forts Beauséjour et Lawrence ont été face à face à la frontière entre les territoires français et britannique sur l'isthme de Chignectou.
Le 3 juin 1755, le fort a été attaqué par des Britanniques. Après deux semaines de résistance, les forces françaises, dépassées en nombre, se sont rendus. Le lieutenant-colonel Robert Monckton a alors renommé la place forte « fort Cumberland ».
En 1776, le fort Cumberland a été attaqué par des forces américaines pendant la guerre d'indépendance des États-Unsi. Les Britanniques ont alors repoussé l'attaque.

## Commandants
- Régime français
  - Jean-Baptiste Mutigny de Vassan (1751-1753)
  - Claude-Antoine de Bermen de La Martinière (1753-1754)
  - Louis Du Pont Duchambon de Vergor (de 1754 à la capitulation)
- Régime britannique
  - Charles Lawrence

## Culture

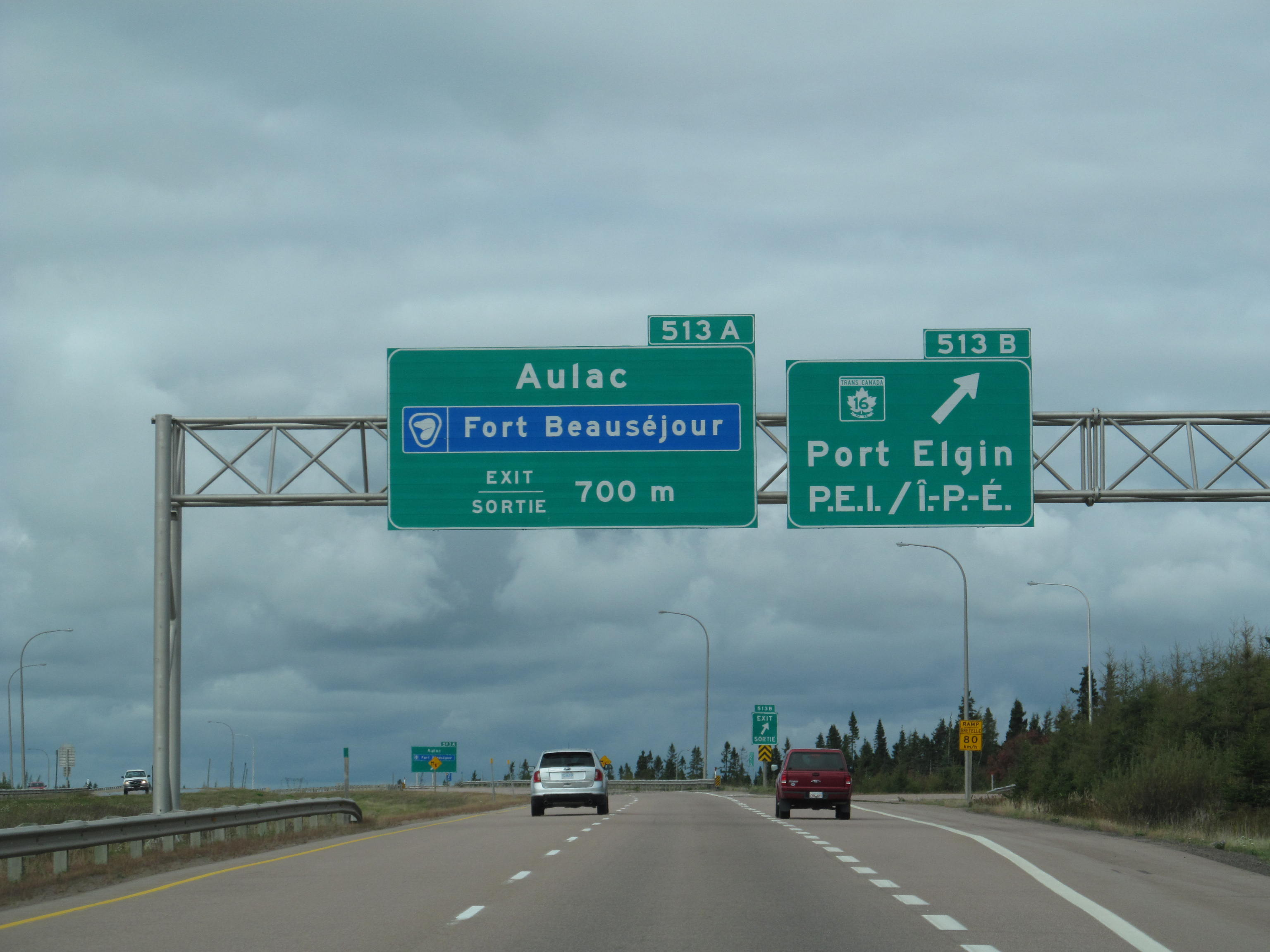
Panneau autoroutier indiquant la direction d'Aulac et du fort Beauséjour.

Le fort Beauséjour est mentionné dans le recueil de poésie La terre tressée de Claude Le Bouthillier.

## Accès au site historique
L'accès au site historique du fort Beauséjour s'effectue en arrivant depuis l'échangeur autoroutier d'Aulac, nœud autoroutier où se croisent l'autoroute 2, reliant Aulac à Moncton et Dieppe vers le nord et la Nouvelle-Écosse au sud, ainsi que la route 16, dénommée également la route du littoral acadien, qui conduit à Shédiac, Bouctouche, Caraquet et Dalhousie et au Québec. 